# Нове Място (гміна)
Гміна Нове Място (пол. Gmina Nowe Miasto) — місько-сільська гміна у центральній Польщі. Належить до Плонського повіту Мазовецького воєводства.
Станом на 31 грудня 2011 у гміні проживало 4791 особа.

## Площа
Згідно з даними за 2007 рік площа гміни становила 118.35 км², у тому числі:
- орні землі: 65.00%
- ліси: 26.00%

Таким чином, площа гміни становить 8.55% площі повіту.

## Населення
Станом на 31 грудня 2011:
| Опис     | Загалом | Загалом | Чоловіки | Чоловіки | Жінки | Жінки |
| -------- | ------- | ------- | -------- | -------- | ----- | ----- |
| одиниця  | осіб    | %       | осіб     | %        | осіб  | %     |
| все      | 4791    | 100     | 2429     | 50.70    | 2362  | 49.30 |
| міське   | 0       | 100     | 0        |          | 0     |       |
| сільське | 4791    | 100     | 2429     | 50.70    | 2362  | 49.30 |

## Сусідні гміни
Гміна Нове Място межує з такими гмінами: Йонець, Насельськ, Сонськ, Сохоцин, Сьверче.